# Бондарь, Виталий Николаевич
Виталий Николаевич Бондарь (14 апреля 1972, Полтава, Украинская ССР) — советский и российский футболист, впоследствии — полицейский.
Начинал играть в футбол в Полтаве, обучался в ОШИСП Днепропетровск. Дебютировал в 1990 году во второй лиге за «Ворсклу» Полтава. В 1991—1992 годах играл во второй низшей советской и второй российской лигах в составе калининградской «Балтики». В сезонах 1993/94 — 1994/95 выступал во второй лиги Белоруссии за МПКЦ Мозырь, в сезоне 1994/95 провёл три игры в чемпионате Белоруссии за «Бобруйск». В 1995 году сыграл три матча за липецкий «Металлург» во второй российской лиге, после чего завершил профессиональную карьеру.
По состоянию на 2015 год — старший лейтенант полиции в Липецкой области. Играющий тренер команды «Динамо-УМВД» Липецк.
Награждён почетной грамотой МВД России, знаком Российского футбольного союза.